# Ca l'Espardenyer
Ca l'Espardenyer és una obra del municipi de Santa Eulàlia de Ronçana (Vallès Oriental) inclosa en l'Inventari del Patrimoni Arquitectònic de Catalunya.

## Descripció
Masia de planta rectangular orientada a migdia. Té un cos adossat al darrere i dos cossos adossats al costat de llevant. L'edifici principal és format per dues crugies paral·leles, cobertes per teulada de teules àrabs a dues vessants. Darrere aquestes crugies n'hi ha una altra de transversal més antiga, coberta per la mateixa teulada. Consta de planta baixa i pis. Els murs tenen afegits de diverses èpoques perquè sembla que aprofiten construccions més antigues. La façana principal té un portal dovellat fet amb peces grans de totxo i carreus als brancals. L'altra porta ha sofert reformes posteriors. Entre les dues finestres del pis, al centre de la façana, hi ha el rellotge de sol. El cos transversal té una porta que s'obre al mur de llevant, amb brancals i arc rebaixat de totxo. Aquesta porta, que donava accés a la casa primitiva, ara és tapiada.

## Història
No hi ha cap referència de la construcció de la casa. Hi ha diferents etapes constructives i ampliacions difícils de precisar. A l'interior hi ha molts elements constructius que denoten molta antiguitat. Els amos actuals procedeixen dels Rosàs, però antigament la masia havia estat de la família Prims i durant el segle xix va ser dels Mas. L'edifici actual sembla fet del segle xvi sobre una altra masia més antiga que es conserva gairebé intacta en el cos transversal. Es tracta d'una construcció que es pot datar en el segle xiv. El nom li ve d'haver-hi viscut Joan Rosàs Duran, que fa cent anys tenia en aquesta casa l'espardenyeria del poble.